# Jennifer Lynch
Pour les articles homonymes, voir Lynch.
Jennifer Chambers Lynch, née le 7 avril 1968 à Philadelphie en Pennsylvanie aux États-Unis, est une réalisatrice et scénariste américaine connue comme auteure du livre Le Journal secret de Laura Palmer (The Secret Diary of Laura Palmer) et pour avoir écrit et réalisé le long-métrage Boxing Helena en 1993.

## Biographie
Jennifer Lynch est la fille du peintre et cinéaste David Lynch et de la peintre Peggy Reavey. À trois ans, elle est présente sur le tournage du film Eraserhead réalisé par son père, tournant même une scène finalement coupée au montage. Elle décrit ce tournage comme faisant partie de ses souvenirs d'enfance les plus formateurs. Elle passe sa scolarité à Los Angeles et dans le Michigan, où elle intègre la Interlochen Arts Academy. Adolescente, elle travaille en tant qu'assistante de production pour le film Blue Velvet (1986).

## Carrière professionnelle

### Cinéma
Connue pour son talent littéraire précoce, Jennifer Lynch signe The Secret Diary of Laura Palmer, préquelle littéraire de Twin Peaks: Fire Walk with Me, film qui suit le feuilleton télévisé Mystères à Twin Peaks (1990).
Son scénario commandé pour Boxing Helena, qu'elle réalise plus tard, attire des talents de premier plan, parmi lesquels Madonna. Kim Basinger est également liée au projet et se voit intenter un procès retentissant après avoir tourné les talons. C'est finalement Sherilyn Fenn, révélée trois ans auparavant par David Lynch dans Twin Peaks, qui interprète le rôle d'Helena. La polémique entourant le procès contre Kim Basinger, ainsi que le tollé suscité par le sujet sadique d'Helena et les inévitables accusations de népotisme, ont contribué à la mauvaise réputation du projet. La critique ne ménage pas non plus le film.
Toujours en 1993, Jennifer Lynch réalise le clip musical Living in the Rose du groupe de rock britannique New Model Army.
Elle revient à la réalisation de longs métrages avec son film Surveillance (2008), puis avec Hisss (2010), suivi de Girls! Girls! Girls! (2011).

### Télévision
En parallèle des longs métrages qu'elle signe et réalise, Jennifer Lynch est une réalisatrice de télévision, connue pour les épisodes tendus de The Walking Dead et American Horror Story. Elle a également travaillé pour les séries Quantico, Finding Carter ou Teen Wolf. Elle réalise un épisode de la saison 2 de Jessica Jones[réf. nécessaire].

## Filmographie
- 1993 : Boxing Helena (également scénariste)
- 2008 : Surveillance (également coscénariste)
- 2010 : Hisss (également scénariste)
- 2012 : Chained (également co-scénariste)
- 2014 : A Fall from Grace
- 2014 : XX
- 2015 : The Walking Dead (saison 5, 1 épisode)
- 2015 : South Of Hell (Épisodes 3 et 5, saison 1)
- 2016 : Wayward Pines (Épisode 8, saison 2)
- 2016-2023 : American Horror Story (9 épisodes)
- 2018 : Jessica Jones (saison 2)
- 2022 : Dahmer - Monstre : L'Histoire de Jeffrey Dahmer (Dahmer – Monster: The Jeffrey Dahmer Story) (4 épisodes)
- 2022 : The Watcher (2 épisodes)